# Grand Prix de triathlon 1997
Navigation
Grand Prix de triathlon 1996 Grand Prix de triathlon 1998
Le Grand Prix de triathlon 1997 est composée de cinq courses organisées par la Fédération française de triathlon (FFTRI). Chaque course est disputée au format sprint soit 750 m de natation, 20 km de cyclisme et 5 km de course à pied. Cette année là, il est aussi appelé Grand Prix Aréna.  
| Étapes | Date | Villes    |
| ------ | ---- | --------- |
|        |      | Dunkerque |
|        |      | Oyonnax   |

## Clubs engagés

### Hommes
- E.C. Sartrouville Triathlon
- Racing Club de France
- Poissy Tri Duathon Club
- Triathl'Aix
- TC Boulogne-Billancourt
- TGV Saint-Quentin
- Tricastin TC (Team Assytem tricastin)

### Femmes
- Tricastin TC
- Montpellier Agglo triathlon
- Echirolles Triathlon
- TC Boulogne-Billancourt

## Classement général final
| Position | Hommes                      | Hommes | Femmes                      | Femmes |
| Position | Équipes                     | Points | Équipes                     | Points |
| -------- | --------------------------- | ------ | --------------------------- | ------ |
|          | Racing Club de France       |        | Tricastin TC                |        |
|          | Poissy Triathlon            |        | Montpellier Agglo triathlon |        |
|          | E.C. Sartrouville Triathlon |        | Echirolles Triathlon        |        |
| 4e       | Triathl'Aix                 |        | TC Boulogne-Billancourt     |        |
| 5e       | Tricastin TC                |        |                             |        |
| 6e       |                             |        |                             |        |
| 7e       |                             |        |                             |        |
| 8e       |                             |        |                             |        |
| 9e       |                             |        |                             |        |
| 10e      |                             |        |                             |        |
| 11e      |                             |        |                             |        |
| 12e      |                             |        |                             |        |
| 13e      |                             |        |                             |        |
| 14e      |                             |        |                             |        |
| 15e      |                             |        |                             |        |
| 16e      |                             |        |                             |        |

## Résultats individuels
| Hommes          | Dunkerque | Oyonnax |
| --------------- | --------- | ------- |
| Lothar Leder    | 1er       |         |
| Olivier Marceau |           | 1er     |

| Femmes        | Dunkerque |
| ------------- | --------- |
| Nicole Mertes | 1er       |